# Internationaler Vietnamkongress

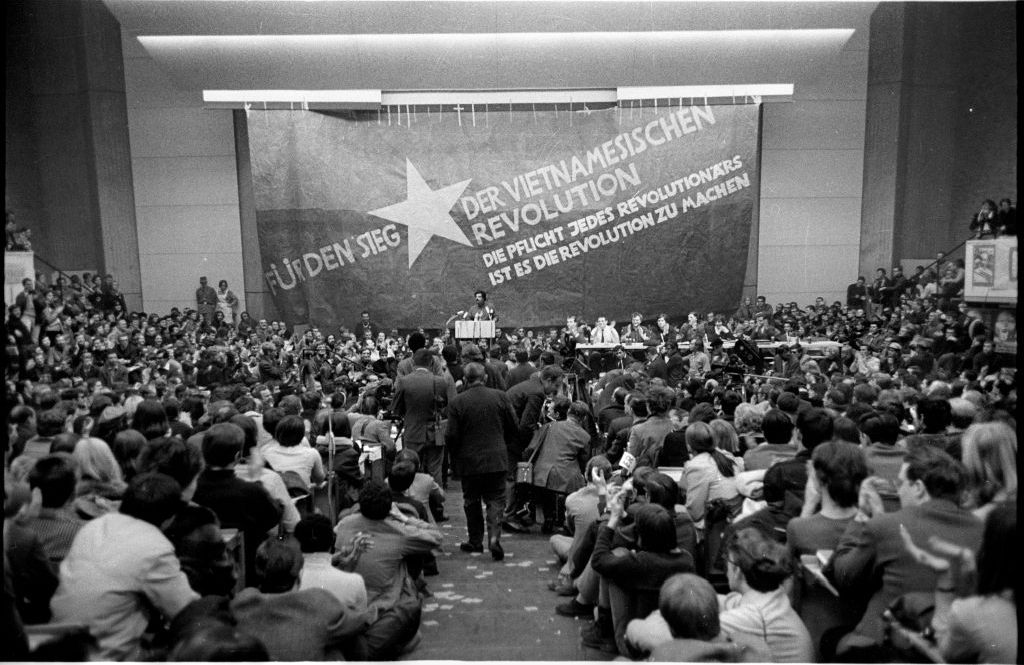
Audimax der TU Berlin beim Internationalen Vietnamkongress

Der Internationale Vietnamkongress (auch Internationale Vietnamkonferenz genannt) fand am 17. und 18. Februar 1968 im Auditorium maximum der TU Berlin in West-Berlin statt und war mit ungefähr 5000 Teilnehmern und 44 Delegationen aus 14 Staaten ein wichtiges Ereignis der deutschen Studentenbewegung der 1960er-Jahre. 
Organisatoren der Veranstaltung waren der Sozialistische Deutsche Studentenbund (SDS) von West-Berlin sowie die Brüsseler Konferenz, ein lockerer Zusammenschluss verschiedener linker Jugendorganisationen aus Westeuropa; als Hauptakteure gelten Rudi Dutschke und Karl Dietrich Wolff.
Zentrales Thema war der Widerstand gegen den von den USA geführten Vietnamkrieg im Speziellen und den westlichen Imperialismus im Allgemeinen; daneben diente der Kongress auch der Festigung der internationalen Kontakte des SDS.
Die Tagung endete mit einer Solidaritätserklärung mit der vietnamesischen FNL (Vietcong) und einer anschließenden Demonstration mit etwa 12.000 Teilnehmern.

## Hintergrund und Vorbereitung
Gegen den seit 1965 mit offener amerikanischer Beteiligung geführten Vietnamkrieg entwickelte sich eine weltweite, besonders von Studenten getragene Protestbewegung, in der sich ein neomarxistisch grundierter Antiimperialismus mit Antiamerikanismus verband, und dies, scheinbar paradox, in Formen, die man der amerikanischen Protestkultur entlehnt hatte.
In Westdeutschland fand bereits 1966 an der Universität Frankfurt der von Rudi Dutschke und dem SDS organisierte und von Herbert Marcuse als Hauptreferenten geleitete Kongress „Vietnam – Analyse eines Exempels“ statt, an dem etwa 2.200 Studenten und Gewerkschafter teilnahmen. In der Abschlusserklärung des Frankfurter Kongresses sprach man davon, dass die Interventionspolitik der USA nicht nur die Existenz des vietnamesischen Volkes bedrohe, sondern auch den elementaren Lebensinteressen der großen Mehrheit der Bevölkerung in den USA und den mit ihnen verbündeten Ländern widerspreche.
Nach der Erschießung Benno Ohnesorgs bei der Demonstration am 2. Juni 1967 in West-Berlin gegen den Schah kam es zur Radikalisierung der Studentenbewegung. Anfang 1968 erreichten die Proteste, unter anderem wegen der bevorstehenden Verabschiedung der Notstandsgesetze, einen Höhepunkt. Gleichzeitig begann Ende Januar in Vietnam die entscheidende Tet-Offensive. 
Der Vietnamkrieg wurde zu einem Hauptthema der studentischen Politik. Der Berliner SDS entschloss sich daher, zu dem Thema eine größere Veranstaltung in der Stadt zu organisieren. West-Berlin war einerseits das Zentrum der deutschen Studentenbewegung, andererseits wurde die durch den Kalten Krieg geteilte Stadt als "Schnittpunkt und gleichzeitig Provokation" bewusst als Ort der Tagung ausgewählt. Nach einer Absage der FU Berlin erklärte sich die TU bereit, die entsprechenden Räumlichkeiten zur Verfügung zu stellen. Um die Internationalität der Veranstaltung zu betonen, wurde die Brüsseler Konferenz, nach eigenen Angaben "ein Zusammenschluss verschiedener linkssozialistischer und linkskommunistischer Jugendorganisationen aus Westeuropa" offizieller Organisator.

## Ablauf des Kongresses
Dem Kongressbeginn am Samstag, den 17. Februar, ging eine Kampagne der Presse, besonders der Springer-Zeitungen, voraus; auch der West-Berliner Senat stellte sich gegen die Vietnamkonferenz.
Der Kongress fand im Audimax, in mehreren benachbarten Hörsälen und auf den Fluren der Technischen Universität statt. Mit (je nach Schätzung) 3000 bis 6000 Teilnehmern war das Gebäude stark überfüllt. Etwa 3000 der Teilnehmer kamen aus Westdeutschland und dem westlichen Ausland. Die Freie Deutsche Jugend der DDR, die den Kongress unterstützte, hatte zugesichert, für mit dem Auto anreisende Teilnehmer den Transit zu vereinfachen (Verzicht auf Straßenbenutzungsgebühr und beschleunigte Abfertigung), was jedoch mangels Absprache mit den DDR-Zollbeamten nur eingeschränkt funktionierte.
Das Audimax war in den Farben des Vietcong (blau, rot, gelb) verziert, hinter der Rednerbühne hing ein rotblaues Fahnentuch mit gelbem Stern, auf dem die Aufschrift: „Für den Sieg der vietnamesischen Revolution. Die Pflicht jedes Revolutionärs ist es, die Revolution zu machen“ angebracht war (bei dieser Parole handelt es sich um ein Che Guevara zugeschriebenes Zitat). Ein anderes Plakat brachte die Militanz der Organisatoren zum Ausdruck: „Was uns offensteht, ist nicht so sehr die Waffe der Kritik als die bewaffnete Kritik!“.
Die Tagung war in drei Abschnitte aufgeteilt: 
- Forum I: Die vietnamesische Revolution
- Forum II: Die vietnamesische Revolution und die Revolution in der Dritten Welt
- Forum III: Der anti-imperialistische und anti-kapitalistische Kampf in den kapitalistischen Ländern.

Begleitet von Ho-Chi-Minh-Rufen und roten Fahnen eröffnete Karl Dietrich Wolff als SDS-Bundesvorsitzender gegen 13 Uhr den Kongress. Zusammen mit ihm auf dem Podium saßen Klaus Meschkat (Vorsitzender des Republikanischen Clubs), Johannes Agnoli (FU-Assistent) und Reiner Wethekam (Vorsitzender TU-Studentenvertretung) sowie Rudi Dutschke. Dutschke, der sich auf dem Höhepunkt seiner Popularität befand, galt als unermüdlicher und allgegenwärtiger Hauptakteur der Konferenz und lenkte weite Teile der Diskussion. Er hielt eine Rede, die durch Forderungen und Kampfansagen gegen die gesamte westliche Gesellschaft einer „Endzeitvision“ glich. Hans-Jürgen Krahl, führendes Mitglied des Frankfurter SDS, forderte die Zerschlagung der NATO. 
Der italienische Verleger Giangiacomo Feltrinelli, der den Kongress teilfinanziert hatte, sprach im Namen der internationalen Teilnehmer. Insgesamt nahmen (nach Angaben der Veranstalter) 44 Delegationen aus 14 Ländern teil. Bedeutende ausländische Teilnehmer waren Alain Krivine und Daniel Bensaïd (beide Jeunesse Communiste Révolutionnaire) sowie Daniel Cohn-Bendit (Liaison d'Etudiants Anarchistes) aus Frankreich, Tariq Ali und Robin Blackburn (New Left Review  bzw. Vietnam Solidarity Campaign) aus dem Vereinigten Königreich und Bernardine Dohrn (Students for a Democratic Society) aus den USA.
Weitere Redner waren unter anderem Peter Weiss, Erich Fried, Ernest Mandel, Gaston Salvatore und Bahman Nirumand.
An der Abschlussdemonstration nahmen mehr als 15.000 Menschen teil. Sie wurden von Dutschke dazu aufgerufen, die NATO zu zerschlagen, die in West-Berlin stationierten amerikanischen Soldaten lud er dazu ein, massenhaft zu desertieren. Ursprünglich wollte er die Demonstration nach Berlin-Lichterfelde führen und die dortige McNair-Kaserne besetzen. Da die amerikanischen Streitkräfte für diesen Fall angekündigt hatten, von der Schusswaffe Gebrauch zu machen, verzichtete er nach Gesprächen mit Günter Grass, Landesbischof Kurt Scharf und Heinrich Albertz auf dieses Vorhaben.

## Forderungen
Zu den Thesen, veröffentlicht in der Schlusserklärung, zählte: „Heute versucht der US-Imperialismus, über die NATO die westeuropäischen Metropolen in seine Politik der kolonialen Konterrevolution einzubauen.“ Man bekannte sich zur Solidarität mit der vietnamesischen Revolution, die man als Teil der sozialistischen Weltrevolution betrachtete.